# 大阪ジュニアバンド
大阪ジュニアバンド（OJB）は、大阪市内の小学生・中学生で構成される金管バンド。バンド部とバトン部がある。2018年現在、団員は20
名弱程度。

## 歴史
1979年創立。日中平和友好を願い、大阪市が中国に送り出した｢大阪市こども文化使節団｣を契機として始まった。なお、2011年頃からは練習場所が旧精華小学校から大阪市立中道小学校に移転される。

## 概略
入団資格は、大阪市在住の小学1年生〜中学3年生であれば誰でも入団できる。練習は年間60回。

## 日豪交流
2011年、豪日交流基金の助成で行われた「日豪交歓演奏会2011"大地の鼓動"in大阪」に出場し、2012年には大阪市の姉妹都市であるメルボルン市で友好親善演奏会を行うことが、駐日オーストラリア大使館HP内2011年11月23日付けニュースで取り上げられている

## 出場イベント
- 「水都大阪2009」のオープニングセレモニー
- 大阪ジュニアバンド定期演奏会
- 大阪市こどもカーニバル

・今ではいろいろなイベントに出場している

### 過去に出場した主なイベント
- 第3回世界水フォーラム「水のEXPO」
- 24時間テレビ 「愛は地球を救う」
- 花らんまん2004